# عبدی ناظمیان
عبدی ناظمیان (۱۹۷۶) رمان‌نویس، فیلم‌نامه‌نویس ایرانی-آمریکایی است.
او همچنین تهیه کنندهٔ چند فیلم، از جمله، مرا با نامت صدا کن، بوده‌است.